# De eenzame eenhoorn
De eenzame eenhoorn is het honderdachtenzeventigste stripverhaal uit de reeks van Suske en Wiske. Het is geschreven én deels ook weer getekend door Willy Vandersteen, met hulp van Paul Geerts die toen al lange tijd de hoofdauteur van de strip was. Het inkten gebeurde door Studio Vandersteen-medewerkster Liliane Govers.
Het werd gepubliceerd in TV Ekspres van 15 december 1986 tot en met 14 december 1987. De eerste albumuitgave was in februari 1988. Het verhaal kreeg nummer 213 in de Vierkleurenreeks.

## Locaties
- België, het verlaten fort van Poortschijn, herberg, de exoplaneet Fabelar, dorp, de Nevelzone, bergen een kasteel in een reusachtige boom, grot.

## Personages
- Suske, Wiske met Schanulleke, tante Sidonia, Lambik, Jerom, professor Barabas, professor Maboel, Tjilpentoet (vliegvogel) en zijn vrouw Totteke en kinderen, Wizerd (hoofd van het dwergvolk), dwergen, prinses Sageline, een betoverde eenhoorn die prins Reinhart blijkt te zijn, trollen.

## Uitvindingen
- De teletijdmachine, een mini-ruimtependel, de Fitejo

## Het verhaal
Suske en Wiske plukken paddenstoelen. Suske waarschuwt Wiske voor een giftig exemplaar, maar een kraai zorgt dat deze per ongeluk toch in het mandje belandt. 's Nachts krijgt tante Sidonia na het eten van de paddenstoelen een vreemde droom, waarin ze op een vreemde planeet terechtkomt. Ze bevrijdt een vogel genaamd Tjilpentoet uit een net. Tjilpentoet vertelt dat tante Sidonia op Fabelar is, een planeet waar het is als in de aardse middeleeuwen, en moet oppassen voor de eenhoorn. Tante Sidonia mag een wens doen, en ze wenst zichzelf weer thuis. De volgende ochtend vertelt tante Sidonia de anderen over de droom.
Suske, Wiske en Lambik zien later in het park een man in nachtkleding rennen, hij roept steeds de naam 'Fabelar'. Later is er op de radio een opsporingsbericht voor de man, die bij het verlaten fort van Poortschijn is gesignaleerd. De vrienden gaan 's nachts naar dot fort en tante Sidonia schrijft Fabelar op de muur. De man rent tegen de muur en raakt bewusteloos. Ze nemen hem mee naar huis, terwijl ze ongemerkt worden gevolgd. 
De man vertelt dat hij de astronoom professor Maboel is. Hij heeft de planeet Fabelar ontdekt, die slechts eenmaal in de honderd jaar zichtbaar is. Hij viel van de trap en werd opgesloten in een kliniek omdat niemand zijn verhaal geloofde. Dan komen twee mannen het huis binnen, Jerom kan hen verslaan. Het blijken privé-detectives te zijn die professor Maboel terug naar de kliniek moeten brengen. De mannen worden weggestuurd. 
Tante Sidonia belt met professor Barabas en vraagt of ze van de teletijdmachine gebruik mag maken. De professor weigert, maar tante Sidonia gaat 's nachts toch stiekem naar Fabelar. De teletijdmachine is nu kapot. Professor Barabas vertelt dat Fabelar een fout in de geschiedenis is, er heersen nog duistere machten. De professor laat zijn mini-ruimtependel zien, hiermee kunnen de vrienden naar Fabelar vliegen. 
Tante Sidonia komt op Fabelar in een dorp . Ze ontmoet daar de dwergenhoofdman Wizerd, die haar rondleidt. De dwergen waren ooit zwervers en vonden een verlaten dorp, de vorige bewoners waren door een draak vermoord. De draak is in een grot opgesloten en Wizerd werd als leider gekozen. Dan ziet tante Sidonia het graf van een boze tovenaar. Wizerd legt uit dat deze tovenaar gestorven is uit jaloezie, hij had de mooie prinses Sageline achter de Nevelzone laten opsluiten. De eenhoorn houdt Sageline nog altijd gevangen in een kasteel in een reusachtige boom. 
De andere vrienden landen nu ook op Fabelar, maar de pendel komt in een kloof terecht en Wizerd kan ze nog net uit het brandende toestel halen. Ze komen in het huis van Wizerd en tante Sidonia hoort dat de teletijdmachine kapot is gegaan. Wizerd vraagt Lambik te helpen de eenhoorn te vangen. Suske en Wiske zien dwergen een vrouwtje aanvallen en worden gewaarschuwd voor de schim, er gebeuren geheimzinnige dingen in de bergen. Suske en Wiske horen Wizerd uit over de schim en horen dat hij Wizerd bij het volk vandaan wil halen. Suske en Wiske zien 's nachts de schim met zijn volgelingen en gaan achter hen aan de grot in. Ze zien een "Fitejo"-beeldscherm en bekijken een film met veel griezel-, seks- en geweldselementen. De schim komt weer binnen en houdt Suske en Wiske onder schot met een kruisboog. Hij vertelt dat geleerden hebben gezegd dat de beelden kinderen niet beïnvloeden. Suske kan hem verjagen en ze waarschuwen Wizerd, die de grot laat dichtmetselen. Wizerd vraagt Lambik de eenhoorn te doden en Lambik neemt de mantel en de degen op. De eenhoorn ziet Lambik en rent op hem af, maar na een gevecht kan het dier ontkomen. Suske en Wiske rennen de eenhoorn achterna in de Nevelzone en redden het kroost van een vogeltje van een slang. Het vogeltje vertelt dat het Tjilpentoet heet en zijn vrouw is gevangen door de schim. Lambik laat de draak los en een gevecht met de eenhoorn begint, de draak wordt gedood en de eenhoorn gaat gewond naar de Nevelzone. 
Suske en Wiske zien lichtende keien en het boomkasteel. Dan loopt de gewonde eenhoorn voorbij en gaat het kasteel binnen. De kinderen zien dat Sageline de eenhoorn troost en verzorgt. Sageline zegt dat ze van het dier houdt hoewel hij haar gevangen houdt, en dat het de schuld van boze krachten is dat de eenhoorn haar zo behandelt. Dan worden Suske en Wiske gezien en moeten vluchten. De eenhoorn is te verzwakt door zijn wond en loopt terug naar het kasteel, maar dan worden de kinderen aangevallen door trollen op zwevende meteorieten. Ze kunnen aan de trollen ontkomen en gaan naar een grot om Totteke te zoeken. Ze bevrijden de vogel en worden dan opnieuw door de trollen aangevallen. Jerom kan de trollen verslaan, professor Barabas heeft de teletijdmachine gerepareerd en hij hoort het verhaal van zijn vrienden.
Totteke en Tjilpentoet zien elkaar weer, maar dan horen de vrienden dat ze onmiddellijk naar het dorp terug moeten gaan. Wizerd vindt een oud manuscript en leest hoe hij de eenzame eenhoorn kan vangen: het dier kan alleen worden gelokt door een mooie lieve jonkvrouw. Als hij zijn kop in de schoot van de jonkvrouw heeft gelegd kan de jager hem met een pijl doden. Tante Sidonia lokt de eenhoorn naar de waterval, maar Lambik kan het dier niet doden. Wizerd neemt de kruisboog over, maar wordt dan door Lambik tegengehouden omdat hij tranen in de ogen van het dier ziet. Dan komen Suske, Wiske, Jerom en de vliegvogels eraan, ze vertellen dat prinses Sageline een hechte band met de eenhoorn heeft. Wizerd gaat ervandoor, maar Jerom kan hem tegenhouden. De vliegvogels onthullen dat Wizerd zelf de schim is. Hij wilde de dwergen afstompen door zijn Fitejo-vertoningen om gemakkelijk te kunnen heersen. Hij had hiervoor de lichtende stenen nodig, maar deze werden door de eenhoorn bewaakt. Totteke wist dit en daarom werd ze aan de trollen uitgeleverd, Wizerd bekent maar kan de eenhoorn dan toch raken met een pijl. Lambik verwijdert de pijl maar de eenhoorn is stervende en wil Sageline nog eenmaal zien. Jerom komt terug met Wizerd, die hij een lesje heeft geleerd, en haalt de prinses op. De eenhoorn en de prinses nemen afscheid, de eenhoorn sterft. Wizerd moet een graf graven en het hele dorp helpt met het afdekken met stenen. Wizerd gaat er weer vandoor als de dwergen de laatste hulde brengen. De vliegvogels volgen hem en hierdoor weten Suske en Wiske waar de dwerg zich bevindt. Dan wordt Wizerd door de trollen gepakt en meegesleurd in hun hol, de hoofdman heeft nog een rekening met hem te vereffenen. Suske en Wiske blokkeren de ingang van het hol met rotsblokken en daardoor zijn de trollen en Wizerd voor altijd opgesloten. 
De vrienden en Sageline lopen bedroefd weg, maar dan klinkt er een hulpkreet vanuit het graf. Jerom opent het graf en tot ieders verbazing komt Prins Reinhart tevoorschijn. Hij legt uit dat de tovenaar hem destijds in een eenhoorn heeft veranderd. Er wordt feest gevierd, de prins en prinses zullen trouwen. 
Professor Barabas flitst de vrienden terug en hoort hun verhalen aan. Barabas meldt dat professor Maboel aan de beterende hand is. Ze zullen afspreken over het bestaan van Fabelar te zwijgen, zodat de mensheid deze exoplaneet verder met rust zal laten.

## Achtergronden bij het verhaal
- Op de planeet Fabelar zijn veel dingen zoals beschreven in de Noordse mythologie.
- De naam Wizerd is een toespeling op wizard, het Engelse woord voor tovenaar.
- Dit is een van de allerlaatste Suske en Wiske-verhalen waar Willy Vandersteen zelf ook nog iets tekende. Vandersteen was in de jaren tachtig inmiddels vooral nog bezig met de stripreeks De Geuzen, maar maakte nog enkele Suske en Wiske-verhalen met hulp van inktster Liliane Govers. Paul Geerts was als hoofdtekenaar destijds al langere tijd de hoofdverantwoordelijke voor de andere verhalen.